# Ýokary Liga
Die Ýokary Liga ist die höchste Spielklasse des nationalen Fußballverbands von Turkmenistan und wird seit der Unabhängigkeit des Landes 1992 ausgetragen.

## Geschichte
Im Ligasystem der Sowjetunion erreichte kein Verein aus Turkmenistan die erstklassige Wysschaja Liga, Köpetdag Aşgabat konnte sich jedoch für einige Spielzeiten in der zweitklassigen Perwaja Liga halten. Nach dem Zerfall der Sowjetunion und der Unabhängigkeit Turkmenistans gründete sich 1992 der turkmenische Fußballverband Türkmenistanyň Futbol Federasiýasy und veranstaltet die Ýokary Liga, als höchste nationale Fußballliga des Landes, mit 15 teilnehmenden Mannschaften. Bereits in der darauf folgenden Spielzeit wurde die Liga auf zehn Teilnehmer verkleinert, diese Anzahl wurde überwiegen beibehalten, in einigen Spielzeiten wird jedoch auch mit elf oder neun Teilnehmern gespielt. Zu Beginn der 1990er gab es zudem Playoffs nach Beendigung der Meisterschaftsrunde. Die Austragung der Saison folgt wie vormals in der Sowjetunion dem Jahreszyklus und geht von März bis Dezember, zur Saison 1997/98 wurde auf den europäischen Spielzyklus umgestellt, jedoch wurde nach zwei Spielzeiten bereits wieder zum alten Spielzyklus zurückgekehrt.

## Modus
Aktuell treten die teilnehmenden Mannschaften im Rundenturnier viermal gegeneinander an. Der Verein mit den meisten Punkten am Ende der Saison ist turkmenischer Fußballmeister und qualifiziert sich dadurch für den AFC Cup. Der Vizemeister ist für diesen Wettbewerb ebenfalls qualifiziert, muss jedoch bereits in der Play-off-Runde antreten.

## Aktuelle Saison
An der Saison 2024 nehmen die folgenden neun Mannschaften teil:
| Verein            | Stadt       | Stadion               | Kapazität |
| ----------------- | ----------- | --------------------- | --------- |
| Ahal FK           | Aşgabat     | Aşgabat-Stadion       | 20.000    |
| Arkadag FK        | Arkadag     | Nusaý Stadium         | 6.000     |
| Altyn Asyr FK     | Aşgabat     | Aşgabat-Stadion       | 20.000    |
| FC Aşgabat        | Aşgabat     | Nusaý Stadium         | 3.000     |
| Nebitçi FT        | Balkanabat  | Sport-Toplumy-Stadion | 10.000    |
| Energetik FK Mary | Mary        | Energetik stadiony    | 3.000     |
| Köpetdag Aşgabat  | Aşgabat     | Köpetdag-Stadion      | 26.503    |
| Merw FK           | Mary        | Mary sport toplumy    | 10.000    |
| Şagadam FK        | Türkmenbaşy | Şagadam stadiony      | 5.000     |

## Turkmenische Fußballmeister ab 1992
| - 1992: Köpetdag Aşgabat - 1993: Köpetdag Aşgabat - 1994: Köpetdag Aşgabat - 1995: Köpetdag Aşgabat - 1996: Nisa Aşgabat - 1997/98: Köpetdag Aşgabat - 1998/99: Nisa Aşgabat - 2000: Köpetdag Aşgabat - 2001: Nisa Aşgabat - 2002: Şagadam FK - 2003: Nisa Aşgabat - 2004: Nebitçi Balkanabat | - 2005: HTTU Aşgabat - 2006: HTTU Aşgabat - 2007: FC Aşgabat - 2008: FC Aşgabat - 2009: HTTU Aşgabat - 2010: Balkan FK Balkanabat - 2011: Balkan FK Balkanabat - 2012: Balkan FK Balkanabat - 2013: HTTU Aşgabat - 2014: Altyn Asyr FK - 2015: Altyn Asyr FK - 2016: Altyn Asyr FK | - 2017: Altyn Asyr FK - 2018: Altyn Asyr FK - 2019: Altyn Asyr FK - 2020: Altyn Asyr FK - 2021: Altyn Asyr FK - 2022: Ahal FK - 2023: Arkadag FK - 2024: Arkadag FK |

## Rekordmeister
Rekordmeister der Ýokary Liga ist Altyn Asyr FK, welcher die Meisterschaft achtmal gewinnen konnte.
| Verein                       | Titel | Jahr                                           |
| ---------------------------- | ----- | ---------------------------------------------- |
| Altyn Asyr FK                | 8     | 2014, 2015, 2016, 2017, 2018, 2019, 2020, 2021 |
| Köpetdag Aşgabat             | 6     | 1992, 1993, 1994, 1995, 1997/98, 2000          |
| Nisa Aşgabat                 | 4     | 1996, 1998/99, 2001, 2003                      |
| Nebitçi Balkanabat/Balkan FK | 4     | 2004, 2010, 2011, 2012                         |
| HTTU Aşgabat                 | 4     | 2005, 2006, 2009, 2013                         |
| Arkadag FK                   | 2     | 2023, 2024                                     |
| FC Aşgabat                   | 2     | 2007, 2008                                     |
| Şagadam FK                   | 1     | 2002                                           |
| Ahal FK                      | 1     | 2022                                           |